# Leptogyra verrilli
Leptogyra verrilli är en snäckart som beskrevs av Bush 1897. Leptogyra verrilli ingår i släktet Leptogyra och familjen Skeneidae. Inga underarter finns listade i Catalogue of Life.